# Икономика на Нигерия
Нигерия е страна със средно ниво на доходите, смесена икономика и развиващ се пазар, с разширяващи се производствен, финансов, комуникационен, технологичен и развлекателен сектор, както и нарастващ сектор на услугите.
Тя е 21-вата по големина икономика в света по стойност на номинален БВП и на 20-о място по отношение паритет на покупателната способност. Нигерия е най-голямата икономика в Африка; нейният производствен сектор става най-големият на континента през 2013 г. и произвежда голяма част от стоките и услугите за Западно-Африканския субконтинент. Освен това дългът ѝ по отношение към БВП е едва 11%.